# Ла-Басе (кантон)

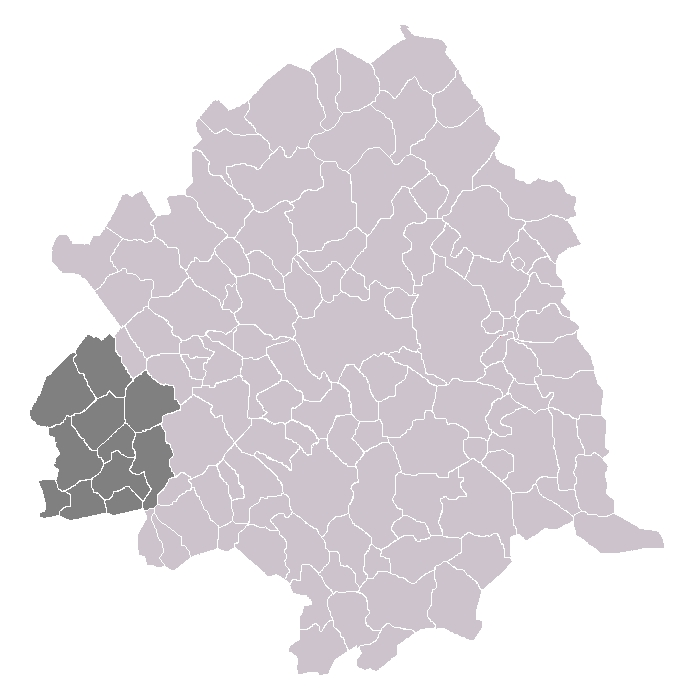
Кантон Ла-Бассе в составе округа

Ла-Басе́ (фр. La Bassée) — упраздненный кантон во Франции, регион Нор — Па-де-Кале, департамент Нор. Входил в состав округа Лилль.
В состав кантона входили коммуны (население по данным Национального института статистики за 2011 г.):
- Анте (1 313 чел.)
- Викр (396 чел.)
- Илли (1 414 чел.)
- Ла-Басе (6 304 чел.)
- Маркийи (1 993 чел.)
- Обер (1 535 чел.)
- Саломе (2 976 чел.)
- Сенген-ан-Вепп (5 522 чел.)
- Фромель (857 чел.)
- Фурн-ан-Вепп (2 105 чел.)
- Эрли (2 180 чел.)

## Экономика
Структура занятости населения:
- сельское хозяйство — 4,2 %
- промышленность — 9,1 %
- строительство — 10,7 %
- торговля, транспорт и сфера услуг — 37,1 %
- государственные и муниципальные службы — 38,9 %

Уровень безработицы (2011) - 9,5 % (Франция в целом - 12,8 %, департамент Нор - 16,3 %). 

Среднегодовой доход на 1 человека, евро (2011) - 26 665 (Франция в целом - 25 140, департамент Нор - 22 405).

## Политика
Жители кантона в целом придерживались правых взглядов. На президентских выборах 2012 г. жители кантона отдали в 1-м туре Николя Саркози 27,5 % голосов против 24,9 % у Франсуа Олланда и 22,2 % у Марин Ле Пен, во 2-м туре в кантоне победил Саркози, получивший 52,3 % голосов (2007 г. 1 тур: Саркози - 31,0 %, Сеголен Руаяль - 21,7 %; 2 тур: Саркози - 54,5 %). На выборах в Национальное собрание в 2012 г. по 5-му избирательному округу департамента Нор они поддержали кандидата правого Союза за народное движение Себастьяна Юйга, набравшего 38,9 % голосов в 1-м туре и 53,8 % - во 2-м туре. (2007 г. 11-й округ. Филипп Вемель (СНД): 1-й тур: - 43,9 %, 2-й тур - 53,7 %). На региональных выборах 2010 года в 1-м туре список социалистов победил, собрав 25,7 % голосов против 21,5 % у занявшего 2-е место списка «правых» во главе с СНД. Во 2-м туре единый «левый список» с участием социалистов, коммунистов и «зелёных» во главе с Президентом регионального совета Нор-Па-де-Кале Даниэлем Першероном получил 49,7 % голосов, «правый» список во главе с сенатором Валери Летар занял второе место с 30,0 %, а Национальный фронт Марин Ле Пен с 20,2 % финишировал третьим.
|  | Кандидат      | Партия                    | % голосов |
|  | ------------- | ------------------------- | --------- |
|  | Филипп Вемель | Союз за народное движение | 53,12     |
|  | Дезире Дюан   | Социалистическая партия   | 46,88     |